# Oedelemberg

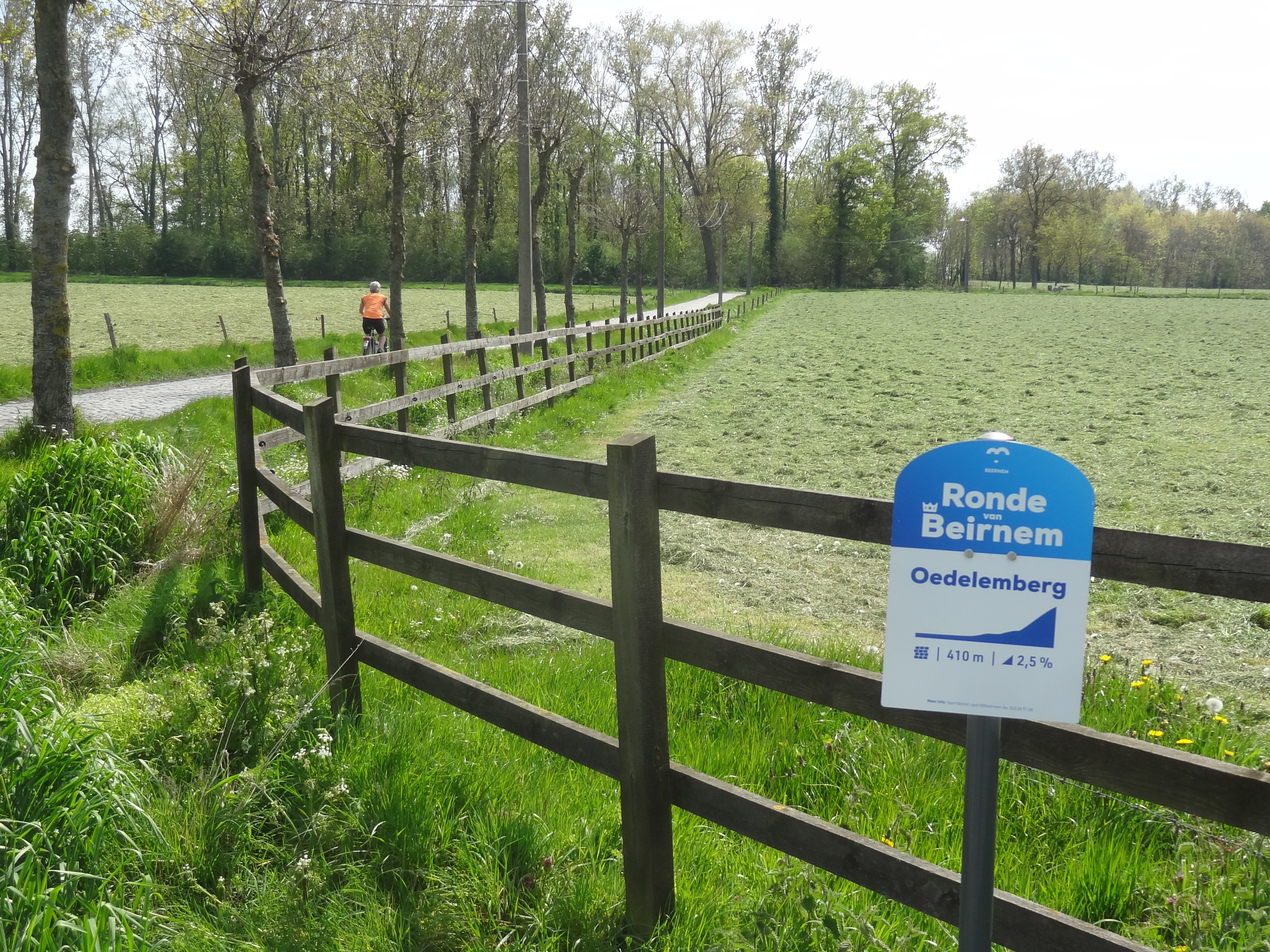
Aan de voet van de Oedelemberg

De Oedelemberg is een heuvel in de Belgische provincie West-Vlaanderen, in de gemeente Beernem. De heuvel is genoemd naar het dorp Oedelem en is voornamelijk ontstaan door een langdurig proces van sedimentatie en erosie, grotendeels door de Bergbeek die hier loopt. De klei uit de ondergrond werd eeuwenlang ontgonnen in functie van steenbakkerijen in de omgeving. De Oedelemberg maakt deel uit van de Cuesta Zomergem-Oedelem.

## Wielrennen
De helling zit in de Ronde van Beirnem, een lokaal initiatief omdat Beernem in 2023, 2025 en 2027 Dorp van de Ronde is van de Ronde van Vlaanderen welke hier na de start in Brugge dan voorbij komt. De voet is uitgevoerd in kasseien. Ook wordt de helling opgenomen in de Guido Reybrouck Classic, een wielerwedstrijd voor juniores met start en finish in Damme.